# Dennheritz
Dennheritz è un comune di 1.433 abitanti della Sassonia, in Germania.
Appartiene al circondario (Landkreis) del Zwickau (targa Z) ed è parte della comunità amministrativa (Verwaltungsgemeinschaft) di Crimmitschau-Dennheritz.